# Bunty Bailey
Therese Bailey, conhecida como Bunty Bailey (23 de maio de 1964), é uma modelo, dançarina e atriz britânica. Bunty começou sua carreira como dançarina no grupo de dança Hot Gossip no início dos anos 1980. Ela ficou conhecida como a garota nos videoclipes dos singles do a-ha "Take On Me" e "The Sun Always Shines on T.V." feitos em 1985; ela conheceu Morten Harket (o vocalista do a-ha) no set e tornou-se sua namorada.
Ela já apareceu em vários filmes, com seu papel mais recente em 2008 como uma cigana em Defunct. Ela está atualmente vivendo em Wraysbury, Berkshire. Ela trabalhou como professora de dança infantil em Wraysbury e Datchet Village Hall. Ela foi listada pela Fox News como sendo uma das atrizes mais bonitas de clipes dos anos 80. Bunty tem dois filhos, Jake e Felix Bailey, que nasceram em 1996 e 1997, respectivamente. Em junho de 2009, ela foi uma das primeiras pessoas a aproveitar o esquema de sucateamento de automóveis do governo do Reino Unido e foi convidada para tomar café da manhã com o primeiro-ministro da época, Gordon Brown. Em setembro de 2012, Bailey apareceu como a convidada misteriosa no Big Fat Quiz of the '80s do Channel 4, com sua aparição nos vídeos do A-ha sendo a resposta correta.

## Filmografia
- The Kenny Everett Show (início dos anos 1980) com Hot Gossip
- "Talking Loud and Clear", OMD (1984)
- "Take On Me", a-ha (1985) como a garota
- "The Sun Always Shines on T.V.", a-ha (1985) como a garota
- "To Be a Lover", Billy Idol (1986)
- Spellcaster (1987) como Cassandra Castle
- Dolls (1987) como Isabel Prange
- Rock and the Money-Hungry Party Girls (1988)
- Glitch! (1988) como Bimbo
- a-ha: Headlines and Deadlines - The Hits of a-ha (1991)
- Essential Music Videos: Hits of the 80s (2003)
- Video on Trial: "Episódio No.2.6" (2006)
- Defunct (2008) como Gypsy Momma